# Bahnhof Grünhaus-Mertesdorf
Der Bahnhof Grünhaus-Mertesdorf ist ein ehemaliger Bahnhof an der Ruwertalbahn im Ruwertal in der Ortsgemeinde Mertesdorf in der rheinland-pfälzischen Verbandsgemeinde Ruwer im Landkreis Trier-Saarburg.

## Geschichte
Der Bahnhof wurde zusammen mit der Hochwaldbahn von Trier nach Hermeskeil 1889 eröffnet.
Ursprünglich trug die Haltestelle nur den Namen Grünhaus. Erst als Grünhaus ein Ortsteil von Mertesdorf wurde, wurde die Bahnstation in Grünhaus-Mertesdorf umbenannt.
Das Stationsgebäude entstand nicht im Zusammenhang mit der Eröffnung der Hochwaldbahn, sondern nach deren Anschluss an die Hunsrückquerbahn 1903. Daher reiht sich das Gebäude hinsichtlich seiner Architektur auch in die Bauweise der Gebäude an dieser Strecke ein.
1998 verlor der Bahnhof durch die Stilllegung der Hochwaldbahn seine Funktion. Heute liegt er am Ruwer-Hochwald-Radweg, der auf der alten Bahntrasse verläuft.

## Bahnhofsgebäude
Architektonisch betrachtet handelt es sich um eine aus ein- und zweigeschossigen Teilkörpern gruppierte Anlage, die durch den Wechsel der Konstruktion belebt ist. Das Hauptgebäude ist im oberen Stockwerk mit Rotsandstein gefestigt, zum Erdgeschoss wurde jedoch Schieferbruchstein verwendet. Das Dach ist ein schiefergedecktes Krüppelwalmdach. Zum Gebäude gehört auch ein Treppenhausturm mit Welscher Haube.
An das Hauptgebäude schließen beidseitig parallel zum Bahndamm angerichtete, jeweils eingeschossige Funktionsbauten an, welche die Bauelemente vom Hauptgebäude in vereinfachter Form übernehmen. Mit Fachwerkteilen findet eine bauliche Überleitung zur Fachwerkkonstruktion der ehemaligen Güterhalle statt.
Im Bahnhof befand sich seinerzeit auch ein Stellwerk, das vor allem für die Schranke im Bahnhofsbereich zuständig war.
Bis 1975 bestand ein Gleisanschluss für den Güterverkehr bis zum Rittergut Grünhaus.
Anfang 2020 startete das ehemalige Bahnhofsgebäude unter dem Namen denk’ mal Bahnhof Grünhaus als Seminar- und Tagungshaus mit angeschlossenem Bed and Breakfast sowie Pop-up Café (Café California). In ihm fand das ILOPP Karlsruhe/Trier seinen zweiten Standort. Gearbeitet wird mit Methoden der Logotherapie und Existenzanalyse nach Viktor Frankl sowie aus der Perspektive der praktischen Philosophie.

## Bilder

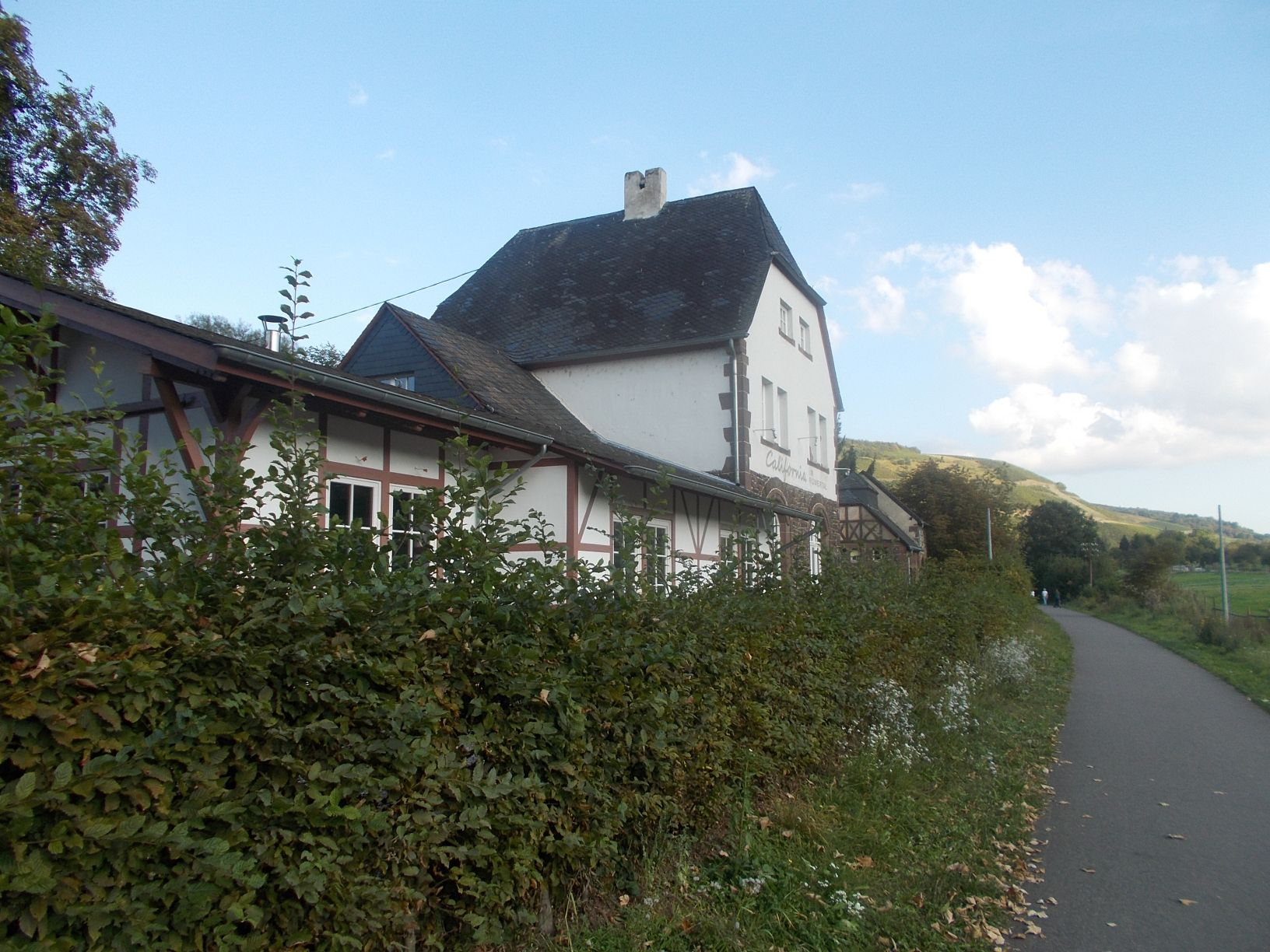
Bahnhofsgebäude mit Ruwer-Hochwald-Radweg
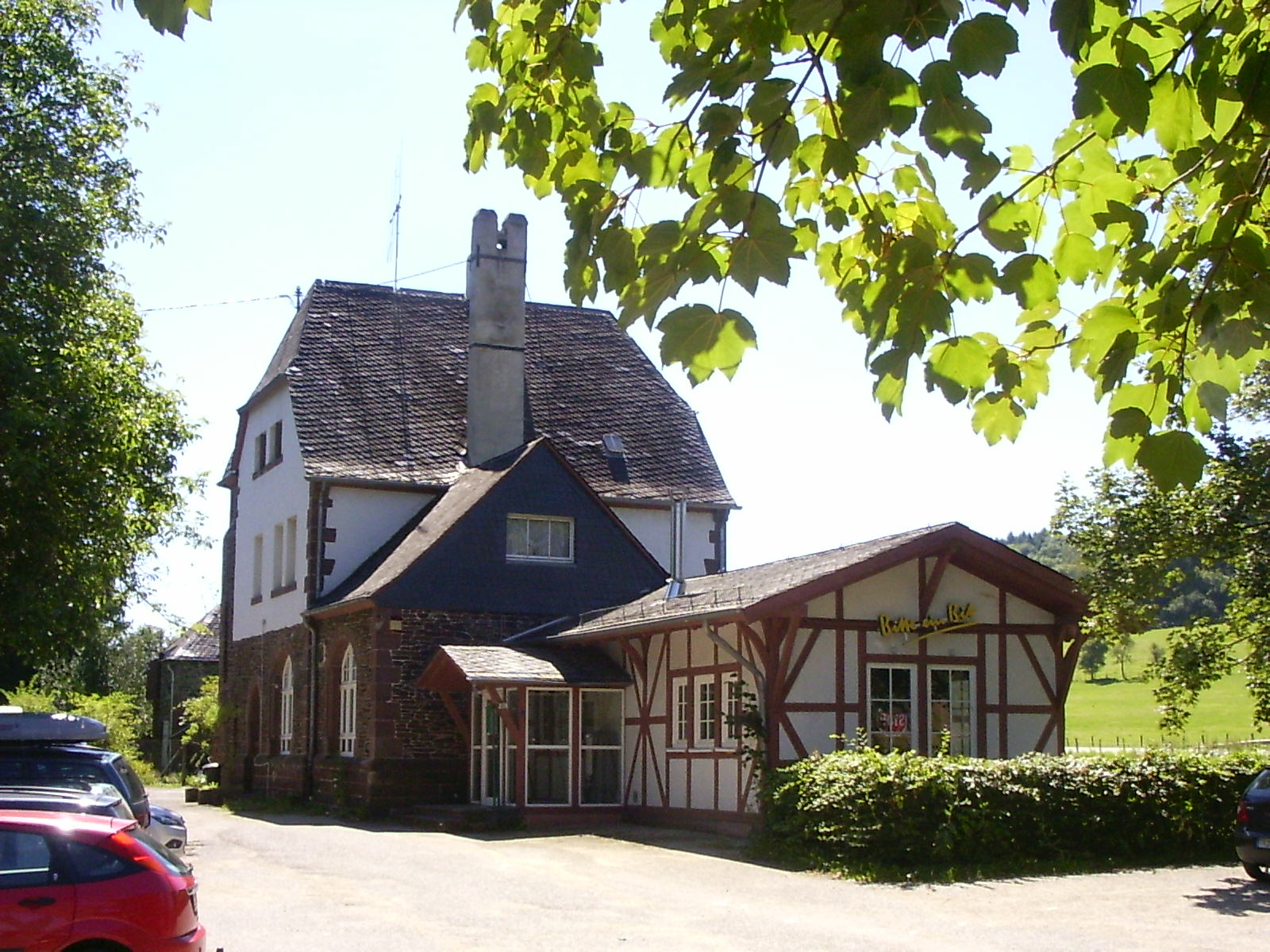
Bahnhof